# يوشيكي إيتو
يوشيكي إيتو (باليابانية: 伊藤 良樹) (1 نوفمبر 1978 في كاغاوا في اليابان – )؛ هو لاعب كرة قدم سابق كان يلعب كلاعب وسط.